# Jeff Kurtti
Jeff Kurtti est un producteur, réalisateur et scénariste américain.

## Filmographie
Comme producteur
- 1997 : You Can Fly!: The Making of Walt Disney's Masterpiece 'Peter Pan' (vidéo)
- 1997 : Walt Disney's 'The Jungle Book': The Making of a Musical Masterpiece (vidéo)
- 1997 : The Story Behind Walt Disney's 'Fun and Fancy Free' (vidéo)
- 1997 : Once Upon a Dream: The Making of Walt Disney's 'Sleeping Beauty' (vidéo)
- 1997 : Mary Poppins Practically Perfect in Every Way: The Magic Behind the Masterpiece (vidéo)
- 1997 : Best Doggone Dog in the West: The Making of Walt Disney's 'Old Yeller' (vidéo)
- 1998 : Under the Sea: The Making of Disney's Masterpiece 'The Little Mermaid' (vidéo)
- 2001 : The Sword in the Stone: Music Magic - The Sherman Brothers (vidéo)
- 2001 : Bedknobs and Broomsticks Music Magic: The Sherman Brothers (vidéo)
- 2001 : Disney Through the Decades (vidéo)
- 2001 : Songs of the Silly Symphonies (vidéo)
- 2001 : Silly Symphonies Souvenirs (vidéo)
- 2001 : Mickey Mouse in Living Color (vidéo)
- 2001 : The Davy Crockett Craze (vidéo)
- 2001 : A Conversation with Fess Parker (vidéo)
- 2002 : The Making of 'Tron' (vidéo)
- 2002 : The Movie Magic of Mary Poppins (vidéo)
- 2002 : A Tale as Old as Time: The Making of Disney's 'Beauty and the Beast' (vidéo)
- 2002 : 'Beauty and the Beast': The Story Behind the Story (vidéo)
- 2002 : Beauty and the Beast: Disney's Animation Magic (vidéo)
- 2002 : Celebrating Dumbo (vidéo)
- 2002 : Storyboards and Pre-viz: Making Words Into Images (vidéo)
- 2002 : The Soundscapes of Middle-Earth (vidéo)
- 2002 : Scale (vidéo)
- 2002 : The Road Goes Ever On... (vidéo)
- 2002 : New Zealand as Middle-Earth (vidéo)
- 2002 : J.R.R. Tolkien: Creator of Middle-Earth (vidéo)
- 2002 : From Book to Script (vidéo)
- 2002 : The Fellowship of the Cast (vidéo)
- 2002 : Editorial: Assembling an Epic (vidéo)
- 2002 : Digital Grading (vidéo)
- 2002 : Designing Middle-Earth (vidéo)
- 2002 : A Day in the Life of a Hobbit (vidéo)
- 2002 : Costume Design (vidéo)
- 2002 : Big-atures (vidéo)
- 2002 : Studio Tour (vidéo)
- 2002 : Pinto Colvig: The Man Behind 'The Goof' (vidéo)
- 2002 : Frank and Ollie... and Mickey (vidéo)
- 2002 : The Essential Goof (vidéo)
- 2002 : A Conversation with Bill Farmer (vidéo)
- 2002 : Behind the Boards on Baby Weems: A Conversation with Joe Grant (vidéo)
- 2003 : Welcome to Sherwood! The Story of 'The Adventures of Robin Hood' (vidéo)
- 2003 : Passing the Baton (vidéo)
- 2003 : Making of the Sherman Brothers (vidéo)
- 2003 : The Making of 'The Rescuers Down Under' (vidéo)
- 2003 : Behind the Scenes of 'Inspector Gadget 2' (vidéo)
- 2003 : Treasure Planet: Disney's Animation Magic (vidéo)
- 2003 : Treasure Planet Disneypedia: The Life of a Pirate Revealed (vidéo)
- 2003 : Let Freedom Sing! The Story of 'Yankee Doodle Dandy' (vidéo)
- 2003 : Discovering Treasure: The Story of 'The Treasure of the Sierra Madre' (vidéo)
- 2004 : The Voice Behind the Mouse (vidéo)
- 2004 : The Optimistic Futurist (vidéo)
- 2004 : Mickey's Cartoon Comeback (vidéo)
- 2004 : Marty Sklar, Walt, and EPCOT (vidéo)
- 2004 : The Man Behind the Duck (vidéo)
- 2004 : A Conversation with Roy Disney (vidéo)
- 2004 : A Conversation with John Hench (vidéo)
- 2004 : A Conversation with Joe Grant (vidéo)

Comme réalisateur
- 1997 : Walt Disney's 'The Jungle Book': The Making of a Musical Masterpiece (vidéo)
- 1997 : The Story Behind Walt Disney's 'Fun and Fancy Free' (vidéo)
- 1997 : Mary Poppins Practically Perfect in Every Way: The Magic Behind the Masterpiece (vidéo)
- 1997 : Best Doggone Dog in the West: The Making of Walt Disney's 'Old Yeller' (vidéo)
- 1998 : Under the Sea: The Making of Disney's Masterpiece 'The Little Mermaid' (vidéo)
- 2000 : The Fantasia Legacy: The Concert Feature
- 2000 : The Fantasia Legacy: Fantasia Continued (vidéo)
- 2001 : Disney Through the Decades (vidéo)
- 2001 : The Davy Crockett Craze (vidéo)
- 2001 : A Conversation with Fess Parker (vidéo)
- 2002 : The Movie Magic of Mary Poppins (vidéo)
- 2002 : A Tale as Old as Time: The Making of Disney's 'Beauty and the Beast' (vidéo)
- 2002 : 'Beauty and the Beast': The Story Behind the Story (vidéo)
- 2002 : Beauty and the Beast: Disney's Animation Magic (vidéo)
- 2002 : Studio Tour (vidéo)
- 2002 : Pinto Colvig: The Man Behind 'The Goof' (vidéo)
- 2002 : Frank and Ollie... and Mickey (vidéo)
- 2002 : The Essential Goof (vidéo)
- 2002 : A Conversation with Bill Farmer (vidéo)
- 2002 : Behind the Boards on Baby Weems: A Conversation with Joe Grant (vidéo)
- 2003 : Welcome to Sherwood! The Story of 'The Adventures of Robin Hood' (vidéo)
- 2003 : Treasure Planet: Disney's Animation Magic (vidéo)
- 2003 : Treasure Planet Disneypedia: The Life of a Pirate Revealed (vidéo)
- 2003 : Discovering Treasure: The Story of 'The Treasure of the Sierra Madre' (vidéo)
- 2004 : The Voice Behind the Mouse (vidéo)
- 2004 : The Optimistic Futurist (vidéo)
- 2004 : Mickey's Cartoon Comeback (vidéo)
- 2004 : Marty Sklar, Walt, and EPCOT (vidéo)
- 2004 : The Man Behind the Duck (vidéo)
- 2004 : A Conversation with Roy Disney (vidéo)
- 2004 : A Conversation with John Hench (vidéo)
- 2004 : A Conversation with Joe Grant (vidéo)

Comme scénariste
- 1997 : You Can Fly!: The Making of Walt Disney's Masterpiece 'Peter Pan' (vidéo)
- 1997 : Walt Disney's 'The Jungle Book': The Making of a Musical Masterpiece (vidéo)
- 1997 : The Story Behind Walt Disney's 'Fun and Fancy Free' (vidéo)
- 1997 : Once Upon a Dream: The Making of Walt Disney's 'Sleeping Beauty' (vidéo)
- 1997 : Mary Poppins Practically Perfect in Every Way: The Magic Behind the Masterpiece (vidéo)
- 1997 : Best Doggone Dog in the West: The Making of Walt Disney's 'Old Yeller' (vidéo)
- 1998 : Under the Sea: The Making of Disney's Masterpiece 'The Little Mermaid' (vidéo)
- 2000 : The Fantasia Legacy: The Concert Feature
- 2000 : The Fantasia Legacy: Fantasia Continued (vidéo)
- 2001 : Disney Through the Decades (vidéo)
- 2002 : The Movie Magic of Mary Poppins (vidéo)
- 2002 : A Tale as Old as Time: The Making of Disney's 'Beauty and the Beast' (vidéo)
- 2002 : 'Beauty and the Beast': The Story Behind the Story (vidéo)
- 2002 : Beauty and the Beast: Disney's Animation Magic (vidéo)
- 2003 : Welcome to Sherwood! The Story of 'The Adventures of Robin Hood' (vidéo)
- 2003 : Treasure Planet: Disney's Animation Magic (vidéo)